# نذير محمد مكتبي
نذير محمد مكتبي وُلد في مدينة حلب عام 1949 وتلقى تعليمهُ في المدارس المحليّة بالمدينة قبل أن ينالَ إجازةً في الآداب، قسم اللغة العربية من جامعة دمشق عام 1975.

## السيرة الذاتيّة
تلقى نذير محمّد مكتبي العلوم الشرعية منذ صغره على يدِ عبد الكريم الرفاعي وعلى أيدي تلاميذه. مارسَ الإمامة والخطابة والتعليم في عددٍ من مساجد دمشق، ثم أصبح إمامًا وخطيبًا ومدرسًا في جامع حمزة والعباس. عمل نذير في التدريس في المدارس والمعاهد الدينية؛ كما شارك في عددٍ من الندوات والبرامج الدينية في التلفزيون العربي السوري كدروس رمضان وبرنامج الفقه الحضاري. شارك كخطيبٍ رسمي في الاحتفالات والمناسبات الدينية التي أقامتها وزارة الأوقاف السورية وانتُدبَ من قبلها للدعوة والإرشاد في الإمارات العربية المتحدة. عملَ في التأليف وتحقيق كتب التراث، وأصدر عددًا من المؤلفات في العلوم العربية وله تحقيقٌ على كتاب الدروس النحوية لعلي الجارم ومصطفى أمين كما صدرَ له مؤلفات معظمها في مجال الدعوة.

## قائمة أعماله
- خصائص الخطبة والخطيب
- خطب الجمعة
- خصائص تبليغ الدعوة إلى الله
- الروضة البهية في شرح الأحاديث الأربعينية
- وبشر الصابرين
- صفحات مشرقات من حياة السابقين
- صفحات نيرات من حياة السابقات
- صفحات رائدة في مسيرة العدالة
- شعاع من هدى الإسلام
- من مشكاة التذكير
- الإنشاد والمنشدون
- الفصحى في مواجهة التحديات
- جولة في آفاق الأغاني
- البلغة في أصول اللغة تحقيق
- العلم الخفاق من علم الاشتقاق تحقيق